# Myoprocta
Myoprocta es un género de roedores histricomorfos de la familia Dasyproctidae conocidos vulgarmente como acuchíes. Por lo general se trata de animales de menor talla (aprox. 3XS a M (adultos) o 1 a 12A(niños, preacolescentes y adolescentes) en la moda) que la de sus primos agutíes, y presentan una cola muy corta (de unos 5 a 7 cm) ausente en aquellos. Por estos motivos son también llamados agutíes enanos o agutíes con cola. Alcanzan un tamaño de unos 35 centímetros. Tienen las patas largas y delgadas, la cola termina en un mechón de pelos.

## Especies
- Agutí de color verde
- Agutí de color rojo

Ambas especies viven en la selva amazónica. Además de la coloración señalada, poseen trazos de naranja y rojo brillante en algunas partes de la cabeza. Su hábitat se halla situado por lo general en las riveras de los ríos, donde cavan profundas madrigueras. Contrariamente a varios otros roedores sudamericanos, los acuchíes son activos de día. Su alimentación se basa en frutas e insectos; en efecto, suelen responder vivazmente al sonido que producen los frutos al caer de los árboles, corriendo frenéticamente hacia el lugar buscando encontrar su próxima comida.